# جون ليغيري
جون ليغيري (بالإنجليزية: John Legere) (ولد في 4 يونيو 1958) هو رجل أعمال ومدير تنفيذي أمريكي. شغل سابقًا منصب الرئيس التنفيذي لشركة الاتصالات اللاسلكية تي-موبايل يو إس (T-Mobile US). وسبق له العمل لدى كل من إيه تي آند تي وديل وغلوبال كروسنغ.

## النشأة والتعليم
تخرج ليغيري من مدرسة القديس برنارد الكاثوليكية المركزية في مدينة فيتشبورغ في ولاية ماساتشوستس الأمريكية، وطمح في أن يكون مدرس لياقة بدنية قبل أن يتجه إلى دراسة الأعمال. حصل على بكالوريوس إدارة الأعمال في المحاسبة من جامعة ماساتشوستس، وحصل على ماجستير العلوم من كلية سلوان للإدارة لمعهد ماساتشوستس للتكنولوجيا. كما أكمل برنامج تطوير الإدارة الخاص بكلية هارفارد للأعمال.

## المسيرة المهنية
بدأ عمله في مجال الاتصالات لدى نيو إنغلاند تيليفون. ثم التحق بإي تي أند تي (AT&T) حيث عمل لعشرين عامًا، وخلال الفترة من أبريل 1994 وحتى نوفمبر 1997 كان الرئيس التنفيذي لفرع الشركة في آسيا، وبين 1997 و1998 كان رئيس قسم الاستراتيجية العالمية وتطوير الأعمال، كما عُين أيضًا كرئيس لخدمات إي تي أند تي.
بعد ذلك التحق بشركة ديل كنائب رئيس قسم ثم تمت ترقيته إلى رئيس ومدير لعمليات الشركة في أوروبا والشرق الأوسط وأفريقيا، ثم مدير للعمليات في آسيا والمحيط الهادئ منذ 1998وحتى فبراير 2000. وبعد مغادرته للشركة، انضم إلى غلوبال كروسنغ (Global Crossing) التي عُيّن فيها كرئيس تنفيذي لفرعها في آسيا بين فبراير 2000 ويناير 2002، ثم رئيس تنفيذي للشركة منذ أكتوبر 2001 وحتى أكتوبر 2011.
كان ليغيري عضوًا في مجلس إدارة رابطة ستيا (CTIA) وهي رابطة تجارية تمثل صناعة الاتصالات اللاسلكية في الولايات المتحدة، كما كان مديرًا لدى مُصنع أشباه الموصلات أون سيميكوندكتر (ON Semiconductor).

### تي-موبايل يو إس
تم تعيينه كرئيس تنفيذي لشركة تي-موبايل يو إس في سبتمبر 2012، وفي نوفمبر 2019 أعلن عبر حسابه على تويتر نيته المغادرة بعد انتهاء عقده في 30 أبريل 2020، وأعلنت الشركة أن المدير التنفيذي السابق مايك سيفيرت سيحل محله. وكان من المفترض أن يتم التغيير في الأول من مايو، لكن بسبب حدوث الاندماج مع شركة سبرنت (Sprint) في وقت مبكر، فقد استقال ليغيري بشكل رسمي في مطلع أبريل 2020.

## الحياة الخاصة
تزوج ليغيري مرتان انتهيا بالطلاق، ولديه ابنتان.